# サンタ・マリーア・ラ・ロンガ
サンタ・マリーア・ラ・ロンガ（伊: Santa Maria la Longa）は、イタリア共和国フリウリ＝ヴェネツィア・ジュリア州ウーディネ県にある、人口約2,300人の基礎自治体（コムーネ）。

## 地理

### 位置・広がり

#### 隣接コムーネ
隣接するコムーネは以下の通り。
- ビチニッコ
- ゴナルス
- パルマノーヴァ
- パヴィーア・ディ・ウディーネ
- トリヴィニャーノ・ウディネーゼ

### 気候分類・地震分類
サンタ・マリーア・ラ・ロンガにおけるイタリアの気候分類 (it) および度日は、zona E, 2234 GGである。
また、イタリアの地震リスク階級 (it) では、zona 3 (sismicità bassa) に分類される。

## 行政

### 分離集落
サンタ・マリーア・ラ・ロンガには、以下の分離集落（フラツィオーネ）がある。
- Mereto di Capitolo, Ronchiettis, Santo Stefano Udinese, Tissano